# Determinantes sociais da saúde
De acordo com a Comissão Nacional sobre os Determinantes Sociais da Saúde (CNDSS), os Determinantes Sociais da Saúde são fatores sociais, econômicos, culturais, étnicos/raciais, psicológicos e comportamentais que influenciam a ocorrência de problemas de saúde e seus fatores de risco na população.
Determinantes sociais da saúde incluem renda, educação, emprego, desenvolvimento infantil, cultura, gênero e condições ambientais. Pessoas e famílias em boa situação socioeconômica, e que possuem boa educação, possuem menor risco de adquirirem ou serem afetados por doenças, devido ao maior conhecimento e acesso aos meios pelo qual as doenças podem ser tratadas, enquanto que gênero e cultura estão comumente correlacionados com fatores socioeconômicos, e visto, são incluídos como determinantes sociais.
Diversos são os modelos que foram criados para esquematizar os determinantes sociais da saúde. Um dos modelos criados e adotados pela Organização Mundial da Saúde (OMS), foi criado pelo Dahlgren e Whitehead.
De acordo com este modelo de Dahlgren e Whitehead, a apresentação dos determinantes se dá em diferentes camadas, desde uma camada mais próxima considerando as características individuais e a camada mais distal, apresentando os macrodeterminantes.
 

Neste modelo, as camadas se apresentam da seguinte forma: características como idade, sexo e fatores hereditários; Em seguida o estilo de vida de cada indivíduo; Posteriormente estão as redes sociais e comunitárias; Na camada seguinte estão as condições de vida, de trabalho, a educação, saneamento básico, alimentação, habitação e o acesso ao serviço de saúde; Por fim, na última camada estão as condições socieconômicas, culturais e ambientais gerais.

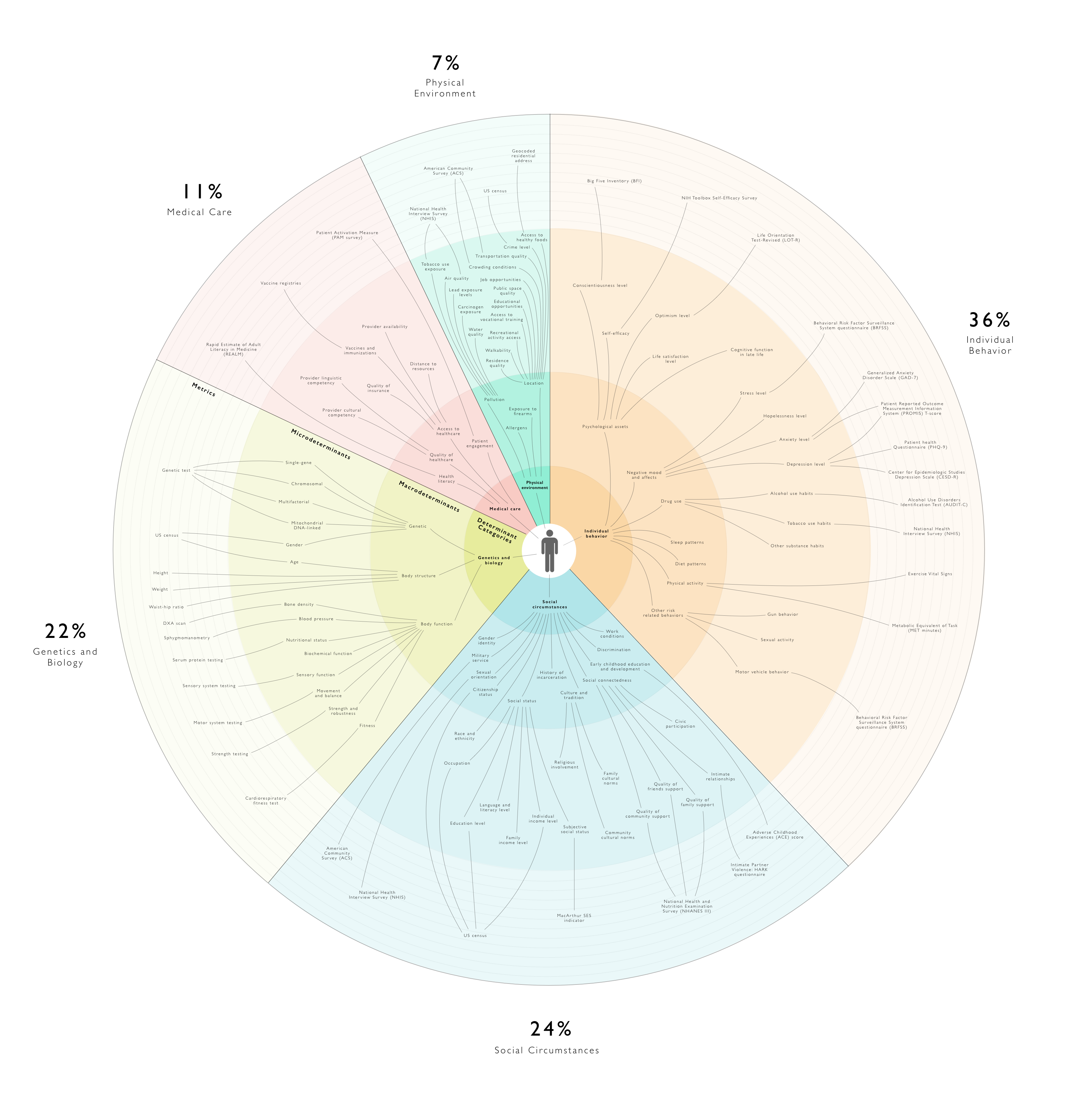
Determinantes de saúde em variados níveis de abrangência. Esta imagem, licenciada em fonte aberta, fora validada por analistas de saúde pública, acadêmicos de cuidados de saúde, e profissionais de tecnologia informática de saúde.

## Desigualdades em saúde
Para que seja compreendida a ideia dos determinantes sociais da saúde, é necessário entender o que são desigualdades sociais. Trata-se das diferenças injustas, que são diferenças ocasionadas pela posição que o indivíduo ocupa na sociedade.
As diferenças no estado de saúde de determinados grupos são definidas por disparidades em características como riqueza, educação, ocupação, etnia, gênero e condições do local de moradia ou trabalho. Portanto, a organização social determina desigualdades na saúde.
No Brasil, a criação do Sistema Único de Saúde (SUS) em 1988, propiciou a tentativa de alcançar a universalidade, integralidade e equidade, princípios doutrinários previstos na Lei Orgânica da Saúde aprovada pelo Congresso Nacional posteriormente, em 1990.Entende-se Universalidade como a possibilidade de acesso à saúde para todos os indivíduos. A Integralidade trata os indivíduos levando em conta não apenas a ausência de doença como sinônimo de qualidade de vida, observando até mesmo o que é considerado qualidade de vida para o cliente. Equidade é direito ao acesso à saúde considerando as particularidades de cada indivíduo, buscando a justiça ao tratar pessoas diferentes. Como exemplo, há a classificação de risco na entrada em hospitais na qual é observada a gravidade como um critério de classificação.

#### Teorias que explicam as desigualdades em saúde
Teoria estruturalista: confere importância à estrutura econômica da sociedade. De acordo com esse modelo, a riqueza dos países, grupos ou indivíduos é o principal determinante do estado de saúde. Explica grande parte das desigualdades, porém nem sempre a riqueza de um país é acompanhada por um melhor nível de saúde, principalmente nos países cuja população tem as necessidades básicas atendidas.
Teoria psicossocial: complementa a estruturalista. Dá importância à percepção de desvantagem social como fonte de estresse e desencadeador de doenças. Considera as posições de prestígio, além da posse de bens, para a produção e distribuição das doenças.
Teoria da determinação social: a posição de classe e a reprodução social passam a ser vistas como os principais determinantes do perfil da saúde e doença. O problema não é visto como questão de pobreza absoluta ou relativa e sim como de inclusão ou exclusão social. Ao mesmo tempo articula as esferas da organização social e reúne em uma mesma teoria as condições coletivas dos grupos e os comportamentos dos indivíduos que os compõem.
Teoria ecossocial: considera os aspectos sociais e psíquicos predominantes no contexto de vida e trabalho dos indivíduos, sem a possibilidade de separação entre biológico, social e psíquico.

## Classe, raça e gênero na saúde
As intersecções entre classe, raça e gênero não devem ser deixadas de lado no debate da saúde, ainda mais quando o assunto envolve desigualdade, uma vez que essas categorias se entrelaçam a todo tempo e em todos os momentos da vida de um indivíduo, sendo passíveis de determinar quem tem mais ou menos acesso à saúde e a outros espaços. 
Em uma sociedade patriarcal, as mulheres estão em desvantagem em relação aos homens. Essa afirmação pode ser exemplificada com a diferença de contaminações pela COVID-19 entre pessoas do gênero feminino e masculino. Segundo a Organização Mundial da Saúde (OMS), as mulheres representam 70% dos trabalhadores na área da saúde e são elas que estão na linha de frente em hospitais, estando responsáveis pelo cuidado da população adoecida e, consequentemente, sofrendo mais riscos de contrair a doença (BRITO ET AL, 2020).
Ainda no contexto de pandemia da COVID-19, uma trabalhadora doméstica negra estava entre as primeiras mortes pelo vírus no Brasil. O racismo que atravessa todas as facetas da sociedade brasileira aumenta a exposição de pessoas negras ao vírus. Por qual motivo ela estava trabalhando quando a recomendação era o isolamento social? A desigualdade econômica extrema é outro fator crítico que interfere no estado de saúde da população. Muitas pessoas negras trabalham em setores informais e de serviços, são vendedores ambulantes ou faxineiros e estão em contato direto com outras pessoas. Apesar da ameaça à saúde, a maioria é dependente do emprego.  
Entendem-se essas e outras categorias como tópicos dos determinantes sociais da saúde, uma vez que é através deles que pode-se enxergar um indivíduo como um todo, integrando suas individualidades, demandas específicas e indo contra o modelo biomédico.

## 3 níveis para o enfrentamento das desigualdades
1. Políticas macrossociais
2. Políticas que modifiquem as condições de exposição e vulnerabilidade dos grupos sociais
3. Políticas de saúde que atuem sobre as consequências negativas das desigualdades